# Swoper
Swoper – wyszukiwarka internetowa, będąca przeszukiwarką internetowych forów dyskusyjnych, opracowana przez polskich programistów w roku 2011.
Przeszukiwarka Swoper wyszukiwała żądane słowa kluczowe w obrębie wszystkich forów internetowych dostępnych w danym języku w zasobach Internetu. W efekcie użytkownik otrzymywał listę tematów oraz odnośników do forów, na których pojawiło się oczekiwane słowo kluczowe. Specjalnie skonstruowany silnik wyświetlał wyniki wyszukiwania w kolejności odpowiadającej dokładności rozpoznania słów kluczowych w przeszukanych wątkach.
Przeszukiwarka dostępna była w 5 wersjach językowych: polskiej, angielskiej, francuskiej, niemieckiej i hiszpańskiej.